# Brookfield Asset Management
Brookfield Asset Management Inc. är en kanadensisk multinationell fondförvaltare som förvaltar ett kapital på nästan C$366 miljarder för den 31 mars 2019. De har verksamheter i 30 länder världen över.
Brookfield grundades 1899 som São Paulo Tramway, Light and Power Company av de kanadensiska entreprenörerna William Mackenzie och Frederick Stark Pearson. De var ursprungligen ett företag som investerade i infrastruktur i Brasilien och Kanada. 2005 bytte de företagsnamn till det nuvarande. Den 13 mars 2019 meddelade Brookfield att man skulle förvärva 62% av det amerikanska fondförvaltaren Oaktree Capital Management för US$4,7 miljarder.
De har sitt huvudkontor i Toronto i Ontario.

## Närvaro
Ett urval av länder där Brookfield har närvaro i.
| - Bogotá, Colombia - Bombay, Indien - Calgary, Alberta, Kanada - Chicago, Illinois, USA - Dubai, Förenade Arabemiraten - Hongkong, Kina - Houston, Texas, USA - Lima, Peru | - London, England, Storbritannien - Los Angeles, Kalifornien, USA - Madrid, Spanien - Mexico City, Mexiko - New Delhi, Indien - New York, New York, USA - Rio de Janeiro, Brasilien - São Paulo, Brasilien | - Seoul, Sydkorea - Shanghai, Kina - Singapore - Sydney, Australien - Tokyo, Japan - Toronto, Ontario, Kanada - Vancouver, British Columbia, Kanada |